# Verschwörung der Herzen
Verschwörung der Herzen ist ein 1959 gedrehtes, britisches Kriegsfilmdrama von Ralph Thomas mit den beiden Deutschen Lilli Palmer und Albert Lieven in den Hauptrollen als Gegenspieler.

## Handlung
Italien im Herbst 1943: Mussolini ist vor wenigen Wochen gestürzt worden, die alliierten Truppen sind in dem Land des einstigen Kriegsgegners gelandet und rücken gen Norden vor. Die deutsche Seite Seite kämpft nunmehr auch gegen italienische Partisanen und plant überdies, alle noch im Lande verbliebenen Juden zu deportieren. In einem Nonnenkloster hat sich Mutter Oberin Katharine vorgenommen, die in einem deutschen Auffanglager festgehaltenen jüdischen Kinder vor dem Zugriff der Nazis zu retten. Ihr Plan ist es, mit Hilfe der Schwestern die Kinder durch die feindlichen Linien zu schmuggeln und sie der Obhut der italienischen Partisanen zu übergeben oder sie so lange zu verstecken, bis eine Ausreise nach Palästina möglich ist. Im Kloster herrscht Uneinigkeit über Mutter Katharines verwegenen Plan. Manche sind Feuer und Flamme für die Sache, andere haben Bedenken und wieder andere wie Schwester Gerta sind strikt dagegen, weil sie Angst haben, dass man damit das gesamte Kloster in unnötige Gefahr bringe. Schließlich kann die Mutter Oberin alle ihre Mitschwestern davon überzeugen, dass dies ein Gebot der Nächstenliebe und damit göttlicher Wille sei. Der Ordensbruder Vater Desmaines steht ihnen mit Rat und Tat zu Seite.
Katharines ärgster Gegenspieler ist der strenge neue Lagerleiter Oberst Horsten, ein Wehrmachtsoffizier von altem Schrot und Korn, der nach Italiens Seitenwechsel den bisherigen Kommandanten Major Spoletti abgelöst hat. Zwar missbilligt Horsten die Inhaftierung der Kinder ebenso wie die radikale Judenvernichtung und tritt auch sonst als ein kultivierter Mann mit exzellenten Manieren auf. Doch fühlt er sich als Soldat auch an die erhaltenen Befehle gebunden und will unbedingt verhindern, dass die Partisanen, die das Gebiet „unsicher“ machen, Oberwasser gewinnen. In diesem inneren Zwiespalt gefangen, gerät er regelmäßig mit der sanftmütigen aber zugleich von einem tiefen Humanismus bestimmten Mutter Oberin aneinander. Horstens italienischer Vorgänger Spoletti ist ein eher weicher Offizier mit südländischem Gemüt, dem es zutiefst zuwider ist und gegen sein Ehrgefühl geht, kleine Kinder zu drangsalieren. Eines Tages verliebt er sich in eine von Mutter Katharines Novizinnen, Schwester Mitya. Sein Gegenteil ist Horstens rechte Hand Leutnant Schmidt, ein brutaler, kaltherziger Untergebener, der keinerlei Probleme damit hat, andere Menschen zu drangsalieren, zu foltern oder gar Kinder in die Gaskammer zu schicken.
Schließlich läuft die Befreiungsaktion an, und die Nonnen schmuggeln die Kinder aus dem Auffanglager heraus, um sie in der Krypta ihres Konvents zu verstecken. Um den Kindern das Jom-Kippur-Fest zu ermöglichen, ermöglichen die Nonnen sogar einem Rabbi den Zugang in ihr Kloster, auch wenn sich manche der Ordensschwestern dagegen sträuben, da sie einen jüdischen Geistlichen in einem katholischen Kloster als Sakrileg empfinden. Schwester Mitya entwickelt derweil ein besonders inniges Verhältnis zu der traurigen kleinen Anna und nimmt sich ihrer liebevoll an. Schließlich unterweist die herzensgute Mutter Oberin ihre Untergebenen auch noch in Sachen jüdische Rituale. Die Dinge spitzen sich zu, als Oberst Horsten und sein Lakai Schmidt vermuten, dass sich die verschwundenen Kinder in der Klosteranlage versteckt halten. Schließlich kommt es zur entscheidenden Konfrontation zwischen den deutschen Militärs und den katholischen Ordensschwestern. Da Mutter Oberin Katherine sich weigert, die jüdischen Kinder wieder herauszurücken, sollen sie und zwei weitere Ordensschwester von einem italienischen Erschießungskommandos exekutiert werden. Doch die Soldaten, selbst gläubige Katholiken, richten ihre Waffen gegen den befehlsgebenden deutschen Offizier und feuern.

## Produktionsnotizen
Verschwörung der Herzen wurde wohl Anfang 1960 in England erstmals gezeigt, die erste nachweisbare Aufführung fand am 4. März 1960 in Irland statt. Der Film erlebte am 29. Juli 1960 seine deutsche Erstaufführung.
Earl St. John hatte die Herstellungsleitung, die Filmbauten entwarf Alex Vetchinsky. Muir Mathieson studierte die Filmmusik Angelo Francesco Lavagninos ein und dirigierte diese Komposition.

## Kritiken
„Nach dem bibelwidrigen Grundsatz, daß der Zweck die Mittel heilige, bietet Regisseur Ralph Thomas zum Lobpreis christlicher Nächstenliebe – Nonnen retten jüdische Kinder vorm KZ – das ganze Repertoire filmischer Druckmittel auf: bildhübsche Nonnen in vollendetem Make-up, anklagende Kinderaugen in pittoresk verschmutzten Gesichtchen, das liebende Herz unterm Novizenhabit, dem ein anderes in rauher Kriegerbrust entgegenschlägt, und in wirksamem Kontrast dazu die Stiefel brutaler deutscher Militärgewalt. Förmlich schmatzend goutiert die Kamera das Sterben der Schurken, worauf die Guten zum Ton von Engelschören horizontwärts fahren.“

„Des Drehbuch und der Dialog vermeiden billiges Klischee. Leider ist es solchen Geschichten immer wieder abträglich, Ordensschwestern von der Schönheit Lilli Palmers zu sehen, oder von der Anmut Sylvia Syms; kosmetisch unbehandelte Nonnengesichter sehen eben anders aus. Erschüttert wird man beim Anblick der Kinder, die hervorragend geleitet sind und den Film über jeden formalen Einwand hinaus unvergeßlich werden lassen Ihre Augen beschwören mehr herauf, als zehn Seiten Dialog. Um ihretwillen sollte man sich diesen Streifen ansehen.“

Im Lexikon des Internationalen Films heißt es: „Der realistisch gemeinte Film ist geprägt von Sentimentalitäten, Verzeichnungen und romantisierenden Unwahrscheinlichkeiten. Die religiösen Elemente triefen von Pathos oder heroisierender Salon-Dramatik. Der Film setzt auf Rührung und nicht auf Aufklärung.“

„Das Pathos kleiner Kinder, die in dem Todeskampf der Krieges gefangen sind, ist immer eine solide Grundlage für Gefühle auf der Leinwand. Dies wurde gut und berührend in einer Reihe von Filmen gezeigt. Und es wird ein weiteres Mal mit tiefgehender Anteilnahme in "Verschwörung der Herzen" gezeigt, einem britischen Film der vor Ort in Norditalien hergestellt wurde. (…) Es handelt sich dabei nicht um einen außergewöhnlichen Film, soweit es künstlerische Aspekte betrifft. Das Ganze wurde ziemlich konventionell aufgebaut und ein wenig zu offensichtlich "dargestellt". Das Drehbuch von Robert Presnell Jr. entwirft und balanciert die Dinge bis zu demjenigen Punkt aus, an dem eine Person mit einigermaßen Ahnung jede weitere Wendung voraussehen kann. (…) Lilli Palmer ist zauberhaft und abgeklärt, und Yvonne Mitchell gibt sie selbst hochmütig als diejenige Nonne, die zunächst unnahbar auftritt, ehe sie schmilzt. Ronald Lewis als der italienische Major, Albert Lieven als der Nazi-Kommandant und Peter Arne als der brutale Leutnant treten in entsprechender Weise auf.“